# FC Esperanza Pelt
Esperanza Pelt is een Belgische voetbalclub uit Pelt. De club is bij de KBVB aangesloten met stamnummer 2529 en heeft wit en zwart als kleuren. De club speelde in haar bestaan een tiental jaar in de nationale reeksen.

## Geschiedenis
Reeds voor de Eerste Wereldoorlog werd in Neerpelt vriendschappelijk gevoetbald. Zo speelde er een ploeg met de naam Speranza. In de Eerste Wereldoorlog ontstond zo ook op het Boseind een ploeg met de naam "De Boschvlinders", die vriendschappelijke wedstrijden speelde. In 1921 groeide hieruit een nieuwe ploeg, VC Traplust. Na verscheidene jaren vriendschappelijk voetbal sloot deze club zich in 1927 aan bij de Belgische Voetbalbond onder stamnummer 906. Deze Neerpeltse club promoveerde in 1933 zelfs naar de nationale bevorderingsreeksen, toen de derde klasse, maar zakte na een jaar weer. De club kwam in moeilijkheden en werd geschrapt in 1936.
Men nam al gauw initiatief om een nieuw club op te richten, onder impuls van enkele oud-spelers. De nieuwe club kreeg de naam Esperanza Neerpelt en ging weer op het Boseind spelen op de terreinen van het verdwenen FC Traplust. In de zomer van 1937 sloot men zich aan bij de Belgische Voetbalbond en kreeg er stamnummer 2529. Men ging van start in de gewestelijke reeksen.
Esperanza was er al gauw bij de beteren tijdens Tweede Wereldoorlog. In 1943 haalde Neerpelt de titel in Tweede Gewestelijke A, maar slaagde er niet in via de eindronde promotie af te dwingen. De club startte ook met een jeugdwerking. In 1944 haalde men opnieuw de titel en na succes in de eindronde promoveerde men nu naar Tweede Provinciale, toen het hoogste provinciale niveau in Limburg. Ook in Provinciale was Esperanza bij de beteren. In 1947 kreeg de club een nieuw plein. In 1949/50 verongelukte een trouwe supporter, Gerrit Vanderlooy, na een wedstrijd en als eerbetoon werd het terrein het G. Vanderlooy-stadion genoemd.
In 1952 behaalde Neerpelt uiteindelijk toch de titel. Voor het eerst promoveerde de club naar de nationale bevorderingsreeksen, die sinds 1952 de nieuwe Vierde Klasse zouden vormen. Esperanza kende een goed eerste seizoen en eindigde in de middenmoot van de reeks, waar ook het naburige Lommelse SK speelde. In de Beker van België haalde de ploeg een wedstrijd tegen topper Daring Club Brussel. Er wamen 5000 toeschouwers naar de thuiswedstrijd, die met 2-3 werd verloren. In 1952 kreeg men in Vierde Klasse ook het gezelschap van buurclub VV Overpelt-Fabriek.
Het tweede seizoen in Vierde Klasse deed Neerpelt het nog beter en men eindigde als tweede, amper één puntje na reekswinnaar RFC Bressoux. Een 2-0 nederlaag tegen KV Aarschot Sport in de slotwedstrijd had de titel en bijhorende promotie gekost.
De volgende jaren kon Neerpelt deze prestatie niet meer herhalen. Men eindigde meestal in de middenmoot en enkele keren net boven de degradatiezone. In 1957/58 koos men rood en wit als nieuwe clubkleuren. De ploeg kende een moeilijk seizoen, maar won toch de gouden wimpel, de trofee van de voetbalbond voor de ploeg met de grootste score in de nationale reeksen. Esperanza had namelijk met 7-1 gewonnen tegen SRU Verviers. Een seizoen later keerde de club terug naar de oude zwart-witte kleuren. In 1960 strandde Esperanza uiteindelijk op de laatste plaats in zijn reeks. Na acht jaar nationaal voetbal zakte men zo weer naar Eerste Provinciale.
In 1962, na twee jaar in Eerste Provinciale, zakte Neerpelt zelfs nog verder naar Tweede Provinciale. Dankzij de titel keerde men al na een jaar terug op het hoogste provinciale niveau tot men er in 1968 opnieuw degradeerde. Het terrein van de club moest verdwijnen en men vond nieuwe grond op de Bemmert. Neerpelt bleef de volgende jaren in Tweede Provinciale, maar na een 14de plaats in 1976 degradeerde men verder naar Derde Provinciale. In april 1977 werd de club een vzw. Na de gemeentelijke fusies waren er nu vier Neerpeltse clubs in de provinciale reeksen, namelijk Esperanza, Sparta Lille, Sporting Grote-Heide Neerpelt en SV Herkol Neerpelt. Vanaf 1978 richtte men dan ook een vriendschappelijk "fusietoernooi" in met deze clubs. In 1983 eindigde Esperanza als tweede in zijn reeks, maar mocht nog naar een eindronde. Esperanza sloot die eindronde succesvol af en keerde zo na zeven jaar terug naar Tweede Provinciale.
Het aantal jeugdploegen van Esparanza was de voorbije jaren wel geminderd. Er was concurrentie van de andere voetbalclubs uit Neerpelt, maar de jeugd trok vooral ook naar handbalclub Sporting Neerpelt, dat in die periode meermaals landskampioen werd. Het eerste seizoen van de terugkeer in Tweede Provinciale verliep niet goed. Esperanza werd laatste en zakte meteen weer naar Derde in 1984 en een jaar later volgde ook daar meteen degradatie. Vanaf 1985 speelde de club zo in Vierde Provinciale, het allerlaagste niveau. In 1987 werd de club bij het 50-jaar bestaan koninklijk. De bouw van het nieuwe sportpark "De Roosen" begon, waar men eind 1989 definitief naar verhuisde. In 1991 werd men kampioen en zo raakte men na zes seizoenen uiteindelijk weg uit Vierde Provinciale. Men ging door op dit elan in haalde het volgende seizoen meteen een eindronde in Derde Provinciale. Esperanza kende succes in de eindronde en stootte zo in 1992 meteen weer door naar Tweede Provinciale. In 1996 werd men ook in daar kampioen en zo keerde men na bijna drie decennia terug op het hoogste provinciale niveau.
Esperanza kon zich nu handhaven in Eerste Provinciale. In 2002 volgde nog even een terugval, maar al gauw was men terug op het hoogste niveau. In 2008 dwong men een plaats af in de interprovinciale eindrondes. Neerpelt won er en keerde zo na bijna een halve eeuw provinciaal voetbal terug in de nationale reeksen. Het nieuwe verblijf in Vierde Klasse verliep moeizaam. Op het einde van het eerste seizoen, 2008/09, moest Neerpelt in een eindronde de plaats in Vierde proberen veilig stellen, wat uiteindelijk lukte. Een seizoen later strandde men echter op een degradatieplaats, en zo zakte de club in 2010 na twee jaar opnieuw naar Eerste Provinciale.
De club wou echter snel terug hogerop met speler-trainer Stijn Vreven aan het roer. In de heenronde walste Esperanza over iedereen heen, maar tijdens de terugronde sputterde de motor. Enkele gelijke spelen zorgden ervoor dat concurrenten RC Hades en Zonhoven VV dichterbij kwamen. Op speeldag 22 werd er pas voor de eerste maal verloren (1-0 in RC Hades). Drie speeldagen voor het einde kon Esperanza toch het kampioenschap beslissen na een 1-2-overwinning op het veld van achtervolger Zonhoven VV en zo keerde de club in 2011 terug naar de nationale reeksen. Op 1 juli 2011 verloor de club haar doelman Jelle Evens, de minst gepasseerde doelman van het Limburgs Provinciaal voetbal, na een auto-ongeval.
Bij de terugkeer in Vierde Klasse kende Esperanza Neerpelt meteen een goed seizoen. In de Beker van België schakelde men derdeklasser Olympic Charleroi en tweedeklasser SC Eendracht Aalst uit, om uiteindelijk in de vijfde ronde met 2-0 te stranden tegen tweedeklasser Lommel United. In de competitie won men de eerste en tweede periodetitel, maar na een moeilijker seizoensslot eindigde men uiteindelijk op een tweede plaats. In de eindronde werd men na verlengingen uitgeschakeld door SK Terjoden-Welle. De volgende seizoenen eindigde men net onder de subtop.
In het voorjaar van 2014 besloot men een fusie aan te gaan met het naburige Overpeltse VV, dat bij de KBVB was aangesloten met stamnummer 2082 en op dat moment in dezelfde reeks als Neerpelt in Vierde Klasse speelde. De fusieclub ging FC Esperanza Pelt heten en in Neerpelt verder spelen. Men zou verder spelen met stamnummer 2529 van Neerpelt, tenzij Overpelt op het eind van het seizoen via de eindronde toch promotie zou afdwingen. Zowel Neerpelt als Overpelt haalden op het eind van het seizoen een plaats in de eindronde, maar geen van beide wist er promotie af te dwingen. De fusieclub speelde zo met stamnummer 2529 verder in Vierde Klasse. Het stamnummer van Overpelt werd geschrapt.
Als fusieclub kende men een sterke start van seizoen 2014/15 en al op de 9de speeldag wist men zich te verzekeren van de eerste periodetitel.

## Resultaten
| Seizoen               | Klasse | Klasse | Klasse | Klasse | Klasse | Klasse | Klasse | Reeks                                                    | Punten                                                   | Opmerkingen                                                      |
|                       | I      | I      | II     | III    | IV     | P.I    | P.II   |                                                          |                                                          |                                                                  |
| --------------------- | ------ | ------ | ------ | ------ | ------ | ------ | ------ | -------------------------------------------------------- | -------------------------------------------------------- | ---------------------------------------------------------------- |
| 2004/05               |        |        |        |        |        | 10     |        | Eerste prov. Limb.                                       | 40                                                       |                                                                  |
| 2005/06               |        |        |        |        |        | 8      |        | Eerste prov. Limb.                                       | 45                                                       |                                                                  |
| 2006/07               |        |        |        |        |        | 4      |        | Eerste prov. Limb.                                       | 53                                                       |                                                                  |
| 2007/08               |        |        |        |        |        | 4      |        | Eerste prov. Limb.                                       | 57                                                       | Winst in interprovinciale eindronde                              |
| 2008/09               |        |        |        |        | 13     |        |        | Vierde klasse C                                          | 29                                                       | Redding via eindronde                                            |
| 2009/10               |        |        |        |        | 14     |        |        | Vierde klasse C                                          | 27                                                       |                                                                  |
| 2010/11               |        |        |        |        |        | 1      |        | Eerste prov. Limb.                                       | 59                                                       |                                                                  |
| 2011/12               |        |        |        |        | 2      |        |        | Vierde klasse C                                          | 52                                                       | Verlies in eindronde voor promotie tegen SK Terjoden-Welle       |
| 2012/13               |        |        |        |        | 6      |        |        | Vierde klasse C                                          | 50                                                       |                                                                  |
| 2013/14               |        |        |        |        | 6      |        |        | Vierde klasse C                                          | 46                                                       | winst in eindronde tegen RC Hades, verlies tegen KSV Bornem      |
| Als FC Esperanza Pelt |        |        |        |        |        |        |        |                                                          |                                                          |                                                                  |
| 2014/15               |        |        |        |        | 2      |        |        | Vierde klasse C                                          | 60                                                       | Verlies in eindronde voor promotie tegen Sporting West Harelbeke |
| 2015/16               |        |        |        |        | 9      |        |        | Vierde klasse C                                          | 44                                                       |                                                                  |
|                       | 1A     | 1B     | 1Am    | 2Am    | 3Am    | P.I    | P.II   | Vanaf 2016-17 zijn er 3 nationale en 2 regionale niveaus | Vanaf 2016-17 zijn er 3 nationale en 2 regionale niveaus | Vanaf 2016-17 zijn er 3 nationale en 2 regionale niveaus         |
| 2016/17               |        |        |        |        | 6      |        |        | Derde klasse Am. VV B                                    | 45                                                       |                                                                  |
| 2017/18               |        |        |        |        | 8      |        |        | Derde klasse Am. VV B                                    | 44                                                       |                                                                  |
| 2018/19               |        |        |        |        | 10     |        |        | Derde klasse Am. VV B                                    | 37                                                       |                                                                  |
| 2019/20               |        |        |        |        | 9      |        |        | Derde klasse Am. VV B                                    | 32                                                       | competitie vroegtijdig stopgezet vanwege de coronapandemie       |
| 2020/21               |        |        |        |        | 6      |        |        | Derde afdeling VV B                                      | 6                                                        | competitie vroegtijdig stopgezet vanwege de coronapandemie       |
| 2021/22               |        |        |        |        | 2      |        |        | Derde afdeling VV B                                      | 58                                                       | Verloren in eindronde voor promotie tegen Erpe-Mere United (1-3) |
| 2022/23               |        |        |        |        | 10     |        |        | Derde afdeling VV B                                      | 35                                                       |                                                                  |
| 2023/24               |        |        |        |        | 4      |        |        | Derde afdeling VV B                                      | 53                                                       | Promotie via eindronde                                           |
| 2024/25               |        |        |        | 15     |        |        |        | Tweede afdeling B                                        | 29                                                       |                                                                  |
| 2025/26               |        |        |        |        |        |        |        | Derde afdeling VV B                                      |                                                          |                                                                  |

## Trainers
- 2010-2011  Stijn Vreven
- 2011-2012  Stijn Vreven
- 2012-2013  Marc Wagemakers
- 2013-2014  Patrick Witters
- 2014-2015  Patrick Witters
- 2015-2016  Patrick Witters,  Guido Brepoels
- 2016-2017  Francis Vanhamel,  Rikie Broeckx
- 2017-2018  Rikie Broeckx,  Werner Follon
- 2018-2019  Geert Knapen
- 2019-2020  Benny Lunenburg
- 2020-2021  Mathieu Mertens
- 2021-2022  Davide D'Angelo
- 2022-  Geert Van Dessel

## Bekende (oud-)spelers
- Erol Erdal Alkan
- Benjamin Bahtiri
- Souhail Belkassem
- Jean Black
- Harald Pinxten
- Jasper Vandebroek
- Stijn Vreven
- Marc Wagemakers
- Yannick De Winter
- Arjan Swinkels
- Abder Ziriouhi
- Joep Zweegers